# جعفر سلماني
جعفر سلماني (بالفارسية: جعفر سلمانی) هو لاعب كرة قدم إيراني في مركز الوسط، ولد في 12 يناير 1997 في الفلاحية في إيران. لعب مع نادي صنعت نفط عبادان.

## وصلات خارجية
- جعفر سلماني على موقع قاعدة بيانات كرة القدم.إي يو (الإنجليزية)
- جعفر سلماني على موقع Soccerway.com (الإنجليزية)